# Clément Sawadogo

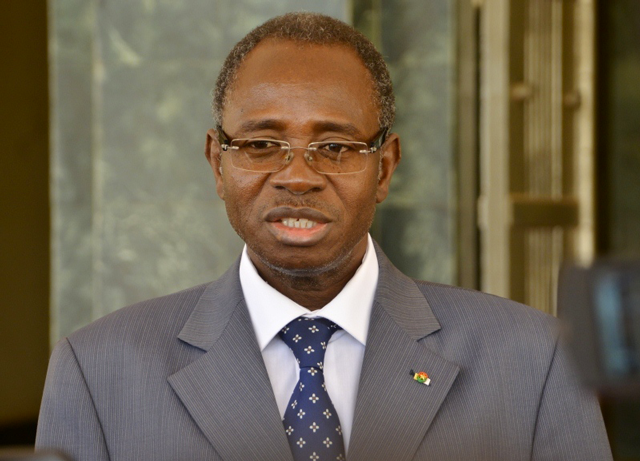
Clément Sawadogo (2018)

Pengdwendé Clément Sawadogo (* 1960 in Goupana (Pabré), Obervolta, heute Burkina Faso) ist ein Politiker aus dem westafrikanischen Staat Burkina Faso und seit Januar 2006 Minister für Territoriale Verwaltung und Dezentralisation.
Zuvor war er unter anderem Generaldirektor der RTB und Abgeordneter in der Nationalversammlung.